# Manuel Jorba i Jorba
Manuel Jorba i Jorba (Sant Esteve Sesrovires, Baix Llobregat, 1942) és un historiador de la literatura catalana especialitzat en el segle xix.

## Llibres publicats
Estudis
- Manuel Milà i Fontanals en la seva època: trajectòria ideológica i professional. Barcelona : Curial, 1984
- L'obra crítica i erudita de Manuel Milà i Fontanals. Barcelona : Curial; Publicacions de l'Abadia de Montserrat, 1989
- Manuel Milà i Fontanals, crític literari. Barcelona : Curial; Publicacions de l'Abadia de Montserrat, 1991
- Amb Francesc Fontbona de Vallescar. El Romanticisme a Catalunya: 1820-1874. Barcelona : Generalitat de Catalunya, Departament de Cultura : Pòrtic, 1999
- A propòsit de la primeríssima recepció de “La patria” d'Aribau (1883-1859). Barcelona : Institut d'Estudis Catalans, Secció Històrico-arqueològica, 2013
- Verdaguer davant el vuit-cents català, de l'Acadèmica estant: entorn del "Record necrològic de Joaquim Rubió i Ors” (1902). Barcelona: Reial Acadèmia de Bones Lletres de Barcelona, 2014

Edicions
- Milà i Fontanals, Manuel. Teoria romàntica.  Barcelona: Edicions 62, 1977.
- Vilanova, Emili. Lo primer amor i altres narracions.  Barcelona: Edicions 62, 1980 (Les Millors obres de la literatura catalana ; 39). ISBN 8429716114.

- Shakespeare, William Shakespeare; Morera i Galícia, Magí (trad.); Boix, Manuel (il.). La Tragèdia de Macbeth. La Tragèdia de Juli Cèsar. 3 vol.  Barcelona: Associació de Bibliòfils de Barcelona, 2006.
- Estelrich, Joan. Dietaris.  Barcelona: Quadern Crema, 2012 (D'un dia a l'altre ; 38). ISBN 9788477275381.